# Macrozamia parcifolia
Macrozamia parcifolia — вид голонасінних рослин класу саговникоподібні (Cycadopsida).
Етимологія: лат. parcus — «помірний або скромний» і лат. folius — «лист», натякаючи на крихітні й тонкі листові фрагменти.

## Опис
Рослини без наземного стовбура, стовбур 10–25 см діаметром. Листя 1–4 в короні, яскраво-зелені, високоглянсові, завдовжки 65–95 см, з 100—220 листовими фрагментами; хребет сильно спірально закручений, прямий, жорсткий; черешок 15–30 см в завдовжки, прямий, без шипів. Листові фрагменти прості; середні — завдовжки 150—400 мм, шириною 1–3 мм. Пилкові шишки веретеновиді, 7–14 см завдовжки, 2,5–4 см діаметром. Насіннєві шишки яйцюваті, завдовжки 8–14 см, 4–6 см діаметром. Насіння яйцеподібне, 17–25 мм завдовжки, 15–20 мм завширшки; саркотеста червона.

## Поширення, екологія
Країни поширення: Австралія (Квінсленд). Записаний з висоти між 60 і 220 м. Зустрічаються в розрізнених місцях на дрібних глиняних суглинках, отриманих з базальту. Вони зустрічаються на хребтах і у високих відкритих лісах, де переважають евкаліпти.

## Загрози та охорона
Головними загрозами є пожежі та браконьєрство. Рослини зустрічаються в англ. Mount Walsh National Park і в державних лісах.